# SOKO – Der Prozess
SOKO – Der Prozess  ist ein deutscher fünfteiliger Crossoverfilm zwischen den deutschen SOKO-Krimiserien 5113, Köln, Wismar, Stuttgart und Leipzig. Die Erstausstrahlung erfolgte vom 30. September bis zum 4. Oktober 2013 in fünf 45-minütigen Episoden im ZDF um 18:05 Uhr. Der Film stellt – abgesehen vom Namen – die erste Verbindung zwischen den SOKO-Serien dar.

## Handlung

### Teil 1 (SOKO 5113)
Der Kfz-Mechaniker Peter Riedl wurde in seiner Münchner Werkstatt erschlagen. Ein Raubmord kann ausgeschlossen werden, allerdings ist die Brutalität des Verbrechens verwunderlich. Nachdem Dr. Weissenböck eine verborgene Tätowierung wiederhergestellt hat, wird klar, dass Riedl Mitglied des Münchner Chapters des MC Bullsharks war. Dies führt die Ermittler zum Anführer des Chapters, Frank Wellinger.
Eine andere Spur führt zum Anwalt Paul Korte, der die Nebenklage in einem großen Prozess vertritt, der in wenigen Tagen in Leipzig stattfindet. Der Tote hatte sich in diesem als Zeuge der Verteidigung zur Verfügung gestellt. Im Prozess ist der Chef des Kölner Chapters der Bullsharks, Alex Krüger, wegen eines Auftragsmordes an einem Leipziger Polizisten angeklagt.

### Teil 2 (SOKO Köln)
Da die Beweislage im Mordprozess gegen Alex Krüger sehr dünn ist, wurde Matti Wagner undercover in das Kölner Chapter des MC Bullsharks eingeschleust. Der Undercovereinsatz scheint sich auszuzahlen, als Toni Ueckenrath, die rechte Hand von Alex Krüger, ihm einen ersten Auftrag erteilt. Bei diesem soll Matti dem Biker Thomas Brandner, der vor zwei Tagen in München Peter Riedl ermordet hat, 100 000 Euro und Proviant besorgen. Doch im Versteck des Flüchtigen angekommen, findet Matti nur noch dessen Leiche und wird von einem Unbekannten niedergeschlagen. Nun muss Karin Reuter, die als einzige aus dem Team noch eingeweiht war, ihre Kollegen Vanessa und Jonas einweihen.
Des Weiteren muss der Mord an Brandner aufgeklärt werden. Dabei führen die Spuren auch in ein Reisebüro, das von der Schwester des Toten geleitet wird.
Dann muss die SOKO auch noch Paul Korte suchen, der von den Bikern entführt und vermutlich in Köln gefangen gehalten wird.
Matti wird von den Bikern aus dem Krankenhaus geholt und setzt seinen Undercovereinsatz auf eigene Faust fort.
Jonas deckt derweil das Geheimnis des Reisebüros auf. Im Auftrag der Biker werden „Traumreisen“ mit Prostituierten angeboten. Als die verschwundenen 100 000 Euro bei der Inhaberin, die schon länger aussteigen wollte, gefunden werden, gehen die Ermittler von einem Familiendrama aus. Allerdings streitet die Verdächtige den Mord an ihrem Bruder ab. Als die Biker herausfinden, dass Matti bei der Polizei arbeitet, gerät er in Gefahr.

### Teil 3 (SOKO Wismar)
Der Motorradclub Bullsharks agiert jetzt bundesweit. In Wismar wird Jule Wachowiak, eine Prostituierte, erdrosselt in ihrer Wohnung gefunden. Weder Spuren noch Zeugen gibt es, auch will Emily Schaper, die Nachbarin der Toten, diese kaum gekannt haben. Schließlich führt ein Kalendereintrag zu dem Kunden Falk Budnik. Der gesteht zwar, auch am Tatabend in der Wohnung des Opfers gewesen zu sein, bestreitet aber jegliche Tatbeteiligung am Mord. Eine andere Spur führt dann in die ehemalige Arbeitsstelle der Toten, eine Tabledance-Bar am Hafen. Dort treffen die Kommissare Emily Schaper, die beim Anblick der Polizei flüchten will. Sie scheint mehr zu wissen, als sie sagt.
Als die Wismarer Kommissare einen Tipp ihrer Kollegen aus Köln und Leipzig erhalten, rücken der Motorradclub und der polizeibekannte Pit Nielandt ins Visier. Dabei tauchen auch der entführte Paul Korte und dessen Vater Frank Wellinger, der Anführer des Münchner Chapters, in Wismar auf. Es stellt sich heraus, dass Wellinger Einfluss im MC und damit auch immer weiter die Kontrolle verliert.

### Teil 4 (SOKO Stuttgart)
Heike Lammers kommt von ihrer Nachtschicht nach Hause und findet ihren Ehemann erschossen im Wohnzimmer. Beim Toten handelt es sich um Uwe Lammers, einen ehemaligen Polizisten und Freund von Kriminaldirektor Kaiser. Weiterhin finden die Kommissare heraus, dass die Tochter des Opfers, Alicia, die Freundin von Anwalt Paul Korte, entführt wurde. Da dieser eine wichtige Rolle in dem Mordprozess spielt, der bereits am nächsten Tag in Leipzig beginnen wird, halten die Stuttgarter Ermittler Rücksprache mit ihren Kollegen aus Wismar und Köln, und es scheint sich der Verdacht zu erhärten, dass Alicia als Druckmittel gegen Paul Korte verwendet werden soll. Denn so soll dessen Aussage im am nächsten Tag stattfindenden Prozess in Leipzig verhindert werden.
Korte hält sich hingegen bei seinem Vater Frank Wellinger auf, dem Chef der Münchner Bullsharks.
Während Korte vermutet, dass sein Vater in die Entführung verwickelt ist, warnt dieser ihn, mit der Polizei zusammenzuarbeiten, denn es gebe undichte Stellen bei den Behörden. Und noch bevor er über eine Zusammenarbeit mit der SOKO nachdenken kann, erhält er von den Rockern die Information, wo er seine Freundin treffen kann. Um Alicias Leben nicht zu gefährden, geht er allein zum Treffpunkt und gerät in Lebensgefahr.

### Teil 5 (SOKO Leipzig)
Es ist soweit: Der Mordprozess gegen Alex Krüger beginnt, Chef des MC Bullsharks. Als Zeugen treten auch Hajo und sein Team auf. Krüger wird beschuldigt, den Mord am Polizisten Santini in Auftrag gegeben zu haben. Als dann der ehemalige Partner des Toten, Moritz Kamka, erschossen wird, steht fest, dass dieser etwas gewusst haben muss.
Es beginnt eine fieberhafte Suche nach Indizien, die im Prozess verwendet werden können. Es bleibt der Leipziger SOKO trotz der Unterstützung ihrer Kollegen aus München, Köln, Wismar und Stuttgart verborgen, wer den Bikern die polizeiinternen Informationen zuspielt.
Da die Beweislage gegen Krüger dünn ist, setzt der Anwalt der Witwe Maren Santini, Paul Korte, alle seine Hoffnungen auf eine Aussage seines Vaters. Frank Wellinger, der Münchener Bikerchef, hat ihm zugesichert, als Zeuge vor Gericht auszusagen. Doch dem jungen Anwalt ist auch klar, dass sein Vater sich damit in Lebensgefahr begibt.
Kurz vor seiner Aussage vor Gericht wird Frank Wellinger erschossen. Wie sich herausstellt, gelangten die Bullsharks durch Oberstaatsanwalt Schweikert an die nötigen Informationen. Als Anwalt Paul Korte bewusst wird, dass er die ganze Zeit die Informationen an den Falschen geliefert hat und somit für den Tod seines Vaters mitverantwortlich ist, entwischt er Jan Maybach und stürmt in den Gerichtssaal. Dort entwendet er die Waffe eines Polizeibeamten und bedroht damit den Oberstaatsanwalt. Den Ermittlern Maybach und Kowalski gelingt es schließlich, ihn mit Hilfe seiner Freundin Alicia Lammers zur Aufgabe zu bringen.
Am Ende treffen sich die Leiter der einzelnen SOKOs, Kriminalhauptkommissar Arthur Bauer, Kriminalhauptkommissarin Karin Reuter, Erster Kriminalhauptkommissar Jan-Hinrich Reuter, Kriminalhauptkommissarin Martina Seiffert und Kriminalhauptkommissar Hans-Joachim „Hajo“ Trautzschke, am Leipziger Hauptbahnhof das erste Mal persönlich. Als die Ermittler jedoch von einem Passanten ein Foto machen lassen wollen und Hajo ihm sein Handy anvertraut, stiehlt dieser das Handy und flüchtet, die Polizisten folgen ihm.

## Besetzung

### SOKO-Teams
| Schauspieler             | Rollenname                        | Rolle                                                            |
| SOKO 5113                | SOKO 5113                         | SOKO 5113                                                        |
| ------------------------ | --------------------------------- | ---------------------------------------------------------------- |
| Gerd Silberbauer         | Arthur Bauer                      | Kriminalhauptkommissar, Leiter der SOKO 5113                     |
| Michel Guillaume         | Theo Renner                       | Kriminaloberkommissar                                            |
| Bianca Hein              | Katharina Hahn                    | Kriminaloberkommissarin                                          |
| Joscha Kiefer            | Dominik Morgenstern               | Kriminalkommissar                                                |
| Florian Odendahl         | Dr. Maximilian Weissenböck        | Rechtsmediziner                                                  |
| SOKO Köln                |                                   |                                                                  |
| Sissy Höfferer           | Karin Reuter                      | Kriminalhauptkommissarin, Leiterin der SOKO Köln                 |
| Pierre Besson            | Matti Wagner                      | Kriminalhauptkommissar                                           |
| Kerstin Landsmann        | Vanessa Haas                      | Kriminalkommissarin                                              |
| Lukas Piloty             | Jonas Fischer                     | Kriminalkommissar                                                |
| Thomas Clemens           | Dr. Philip Kraft                  | Rechtsmediziner                                                  |
| SOKO Wismar              |                                   |                                                                  |
| Udo Kroschwald           | Jan-Hinrich Reuter                | Erster Kriminalhauptkommissar, Leiter der SOKO Wismar            |
| Claudia Schmutzler       | Katrin Börensen                   | Kriminalhauptkommissarin                                         |
| Jonas Laux               | Nils Theede                       | Kriminaloberkommissar                                            |
| Li Hagman                | Leena Virtanen                    | Konstabler/ Poliisikonstaapeli                                   |
| Mathias Junge            | Kai Timmermann                    | Polizeihauptmeister                                              |
| Katharina Blaschke       | Dr. Helene Sturbeck               | Rechtsmedizinerin                                                |
| Silke Matthias           | Silke Schwarz                     | Kriminaltechnikerin                                              |
| SOKO Stuttgart           |                                   |                                                                  |
| Karl Kranzkowski         | Michael Kaiser                    | Kriminaldirektor, Leiter der Kriminalpolizei im Polizeipräsidium |
| Astrid M. Fünderich      | Martina Seiffert                  | Erste Kriminalhauptkommissarin, Leiterin der SOKO Stuttgart      |
| Peter Ketnath            | Jo Stoll                          | Kriminalhauptkommissar                                           |
| Benjamin Strecker        | Rico Sander                       | Kriminalkommissar                                                |
| Sylta Fee Wegmann        | Cornelia „Nelly“ Kienzle          | Kriminalkommissaranwärterin                                      |
| Mike Zaka Sommerfeldt    | Jan Arnaud                        | Leiter KTU                                                       |
| Eva Maria Bayerwaltes    | Prof. Dr. Lisa Wolter             | Rechtsmedizinerin                                                |
| Michael Gaedt            | Karl Heinz (Schrotti) Schrothmann | Werkstattbesitzer                                                |
| Christian Pätzold        | Friedemann Sonntag                | Leiter Asservatenkammer                                          |
| SOKO Leipzig             |                                   |                                                                  |
| Andreas Schmidt-Schaller | Hans-Joachim „Hajo“ Trautzschke   | Kriminalhauptkommissar, Leiter der SOKO Leipzig                  |
| Marco Girnth             | Jan Maybach                       | Kriminaloberkommissar                                            |
| Melanie Marschke         | Ina Zimmermann                    | Kriminaloberkommissarin                                          |
| Steffen Schroeder        | Tom Kowalski                      | Kriminaloberkommissar                                            |
| Michael Rotschopf        | Dr. Alexander Binz                | Staatsanwalt                                                     |
| Nilam M. Farooq          | Olivia Fareedi                    | Teamassistentin                                                  |
| Daniel Steiner           | Lorenz Rettig                     | Laborant                                                         |
| Anna Stieblich           | Prof. Dr. Sabine Rossi            | Rechtsmedizinerin                                                |
| Judith Sehrbrock         | Dr. Stein                         | Rechtsmedizinerin                                                |

### Gastdarsteller
| Schauspieler               | Rollenname             | Hintergrundinformation |
| -------------------------- | ---------------------- | --- |
| Matthias Schloo            | Paul Korte             | Rechtsanwalt der Nebenklage im Leipziger Prozess wird von München nach Wismar verschleppt Sohn von Frank Wellinger; Verlobter von Alicia Lammers |
| Jochen Nickel              | Frank Wellinger        | Mitbegründer des MC Bullsharks, Chef des Münchner Chapters wird in Leipzig erschossen Vater von Paul Korte                                       |
| Yvonne Catterfeld          | Alicia Lammers         | Medizinstudentin wird in Stuttgart entführt Tochter von Heike und Uwe Lammers; Verlobte von Paul Korte                                           |
| Claudine Wilde             | Nadja Schramm          | Rechtsanwältin des Anklagten im Leipziger Prozess mit engerer Beziehung zum MC Bullsharks                                                        |
| Felix Vörtler              | Alex Krüger            | Mitbegründer des MC Bullsharks, Chef des Kölner Chapters Angeklagter im Leipziger Prozess                                                        |
| Sven Martinek              | Anton „Toni“ Ueckerath | aktueller Leiter des Kölner Chapters |
| Aleksandar Jovanovic       | Thomas Brandner        | Mitglied der Bullsharks Mörder im Münchner Fall, kann nach Köln flüchten, wird dort erschossen                                                   |
| Walter Kreye               | Jonathan Hirtmann      | Kölner LKA-Ermittler, Experte für den MC Bullsharks, leitet nicht genehmigten Undercovereinsatz Mörder im Kölner Fall                            |
| Gedeon Burkhard            | Thomas Gehring         | Baudezernent der Stadt Wismar Mörder im Wismarer Fall, wurde vom MC Bullsharks erpresst                                                          |
| Mareike Carrière           | Heike Lammers          | Ehefrau von Uwe Lammers; Mutter von Alicia Lammers                                                                                               |
| Michael Roll               | Karel Schweikert       | Leipziger Oberstaatsanwalt, Staatsanwalt im Leipziger Prozess Maulwurf innerhalb der Ermittlungsbehörden                                         |
| Sandra von Ruffin          | Emily Schaper          | Tänzerin in einer Table Dance Bar Nachbarin des Wismarer Opfers                                                                                  |
| Antonio Wannek             | Jochen „Büb“ Schreiber | Mitglied der Bullsharks Mörder im Stuttgarter Fall, Entführer von Alicia Lammers                                                                 |
| Annika Kuhl                | Maren Santini          | Nebenklägerin im Leipziger Prozess, Mandantin von Paul Korte Mörderin im Leipziger Fall Ehefrau des Opfers des Leipziger Prozesses               |
| Christian Näthe            | Bastian Vieth          | Angestellter von Peter Riedl liiert mit Maria Riedl                                                                                              |
| Eva-Maria Grein von Friedl | Maria Riedl            | ehemaliges Escort-Girl der Bullsharks Ehefrau von Peter Riedl; liiert mit Bastian Vieth                                                          |
| Anne Diemer                | Lisbeth Brandner       | Betreiberin eines Reisebüros der Bullsharks Schwester von Thomas Brandner                                                                        |
| Marc Rissmann              | Pit Nielandt           | Chef des Wismarer Chapters der Bullsharks, Betreiber einer Table-Dance-Bar                                                                       |
| Michael Silbereisen        | Falk Budnik            | Kunde des Wismarer Mordopfers |
| Pierre Kiwitt              | Biker                  | |
| Christine Schmidt-Schaller | Richterin              | vorsitzende Richterin im Leipziger Prozess |
| Harald Burmeister          | Juwelier Seemann       | |

## Ausstrahlung
| Teil | Serie          | Erstausstrahlung   | Zuschauer | Marktanteil |
| ---- | -------------- | ------------------ | --------- | ----------- |
| 1    | SOKO 5113      | 30. September 2013 | 3,73 Mio. | 20,9 %      |
| 2    | SOKO Köln      | 1. Oktober 2013    | 3,53 Mio. | >20 %       |
| 3    | SOKO Wismar    | 2. Oktober 2013    | 3,43 Mio. | 21,0 %      |
| 4    | SOKO Stuttgart | 3. Oktober 2013    | 3,13 Mio. | 15,9 %      |
| 5    | SOKO Leipzig   | 4. Oktober 2013    | 3,44 Mio. | 20,2 %      |

## Rezeption
„Man hätte sich mehr echte Interaktion gewünscht, aber insgesamt gelingt es vortrefflich, die Serien schlüssig zu verbinden – ein bisschen Konzentration sollte man als Zuschauer allerdings mitbringen. Kleiner Wermutstropfen fürs Stammpersonal: Jochen Nickel als knallharter Altrocker mit einem Rest Gewissen und Matthias Schloo als sein gerechtigkeitsliebender, aber unberechenbarer Sohn spielen die üblichen Hauptdarsteller glatt an die Wand.“

„Zugegeben, das ‚SOKO‘-Special erfindet den Krimi nicht neu. Aber vielleicht beweist es ja, dass man am Vorabend ein wenig von Schema F abweichen kann, ohne dass der Zuschauer vor Schreck zur Salzstange erstarrt.“